# FK 우스티나트라벰
FK 우스티나트라벰(체코어: FK Ústí nad Labem)은 우스티나트라벰을 연고로 하는 체코의 축구 클럽이다. 현재는 체코의 3부 축구 리그인 모라비안-실레시엔 풋볼 리그에 참가하고 있다.

## 성적
- 체코 2부 리그 우승 1회 (2011-12), 준우승 1회 (2009-10)

## 선수 명단

### 역대
틀:모라비안-실레시엔 풋볼 리그